# Финал Кубка Англии по футболу 1874
Финал Кубка Англии по футболу 1874 — футбольный матч между командами «Оксфорд Юниверсити» и «Ройал Энджинирс», прошедший 14 марта 1874 года на стадионе «Кеннингтон Овал» в Лондоне. Матч стал завершением третьего розыгрыша Кубка Англии. Обе команды уже играли в финалах Кубка, но проигрывали его двукратному обладателю — лондонскому клубу «Уондерерс». В сезоне 1874 года «Энджинирс» без особых сложностей дошли до финала, забив шестнадцать и пропустив только один мяч в 4-х предшествующих финалу матчах. «Оксфорд» в четвертьфинале обыграл обладателя кубка «Уондерерс» и вышел в финал, обыграв «Клэпем Роверс» в полуфинале.
В этой игре «Оксфорд Юниверсити» одержал победу благодаря двум мячам, забитым в первые 20 минут игры. Их противник, «Энджинирс», две недели готовился к матчу по новой для того времени системе, однако этого оказалось недостаточно, чтобы забить вратарю «Оксфорда» Чарльзу Нипэну хотя бы один гол. «Энджинирс» объяснил столь неудачную игру отсутствием в своём составе лидера — защитника Алфреда Гудвина.

## Путь к финалу

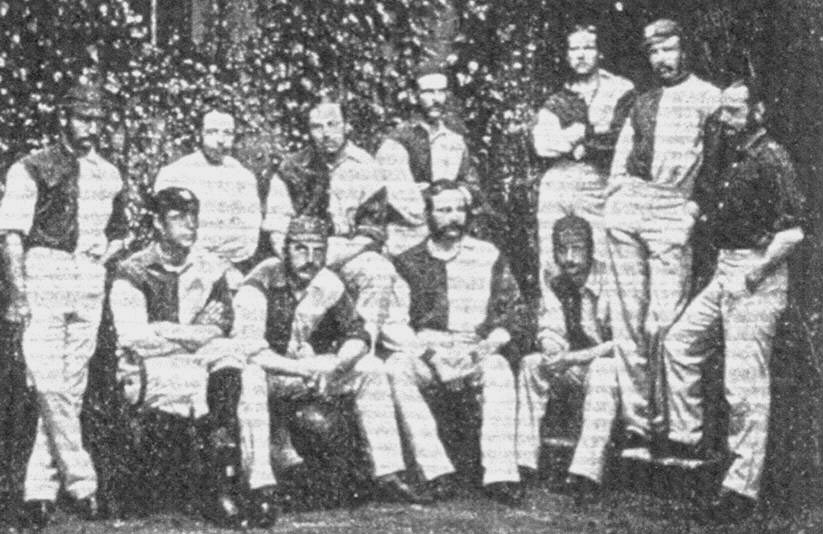
«Оксфорд Юниверсити» после победы в финале. Стоят: Вайдал, Грин, Макарнесс, Джонсон, Бенсон, Берли, Нипин; Сидят: Оттауэй, Паттон, Мэддисон, Росон

«Оксфорд Юниверсити», базирующийся в Чатеме (графство Кент), и «Ройал Энджинирс» в сезоне 1873/74 были в числе фаворитов Кубка Англии, особенно «Энджинирс», сыгравший с 1871 по 1875 годы 86 игр, и проигравший из них только 3, забив при этом 240 голов и пропустив всего 20.
Обе команды прошли первый отборочный этап розыгрыша Кубка без особых проблем: «Оксфорд Юниверсити» победил «Аптон Парк» со счётом 4:0, «Энджинирс» разгромил «Брондесбери» со счётом 5:0. На втором этапе оксфордцы победили «Барнс» со счётом 2:0, а «инженеры» обыграли «Аксбридж» со счётом 2:1.
В четвертьфинале «Энджинирс» разгромил «Мейденхед» со счётом 7:0 (став при этом первой командой, забивавшей 7 мячей в одном матче Кубка Англии). «Оксфорду» в соперники достался клуб «Уондерерс» — обладатель двух Кубков, и до этого не проигравший ни одного матча. В финале Кубка Англии 1872 года «Уондерерс» обыграл «Ройал Энджинирс», а в 1873 году — «Оксфорд». Первый четвертьфинальный матч завершился вничью 1:1, что привело к переигровке, в которой оксфордцы выиграли со счётом 1:0 и стали первой командой, победившей «Уондерерс» в розыгрыше Кубка.
Оба полуфинальных матча были сыграны на крикетном стадионе «Кеннингтон Овал». «Ройал Энджинирс» одолел «Свифтс» со счётом 2:0, а месяц спустя «Оксфорд Юниверсити» одержал победу над «Клэпем Роверс» со счётом 1:0.
| Противник «Оксфорда» | Результат | Переигровка | Раунд         | Противник «Энджинирс» | Результат | Переигровка |
| -------------------- | --------- | ----------- | ------------- | --------------------- | --------- | ----------- |
| Аптон Парк           | 4:0       | —           | 1 раунд       | Брондсбери            | 5:0       | —           |
| Барнс                | 2:0       | —           | 2 раунд       | Аксбридж              | 2:1       | —           |
| Уондерерс            | 1:1       | 1:0         | Четвертьфинал | Мейденхед             | 7:0       | —           |
| Клэпем Роверс        | 1:0       | —           | Полуфинал     | Свифтс                | 2:0       | —           |

## Матч

### Обзор матча

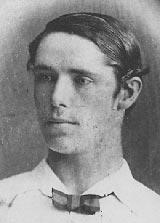
Катберт Оттауэй, капитан «Оксфорда»

«Оксфорд» вызвал на матч своего основного вратаря Чарльза Нипина, который не смог принять участие в прошлогоднем финале. Также оксфордцы заявили Уильяма Росона, чей брат Херберт играл за «Энджинирс» в том же матче. Не все игроки «Оксфорд Юниверсити» были студентами Оксфордского университета: в команде был Артур Джонсон, рукоположенный священнослужитель и ученик Колледжа Всех Душ.
«Ройал Энджинирс», представлявший Инженерные войска Британской армии, провёл две недели в тренировках, проходивших по новой для того времени системе. В эпоху становления футбола тренировкам отводилось очень мало времени. «Энджинирс» не смог заявить своего лучшего защитника Альфреда Гудвина, который был отправлен в Индию за год до этого. На матче присутствовало около двух тысяч зрителей, на тысячу человек меньше, чем во время финальной игры 1873 года.
Матч начался с розыгрыша мяча с центра поля «Оксфордом». Счёт во встрече открыл уже на 10-й минуте его защитник Чарльз Макарнесс. После подачи оксфордцами углового мяч оказался у Макарнесса, который нанёс по воротам «инженеров» удар с линии штрафной. Вратарь «Энджинирс» Уильям Мерриман не смог парировать мяч, и тот оказался в сетке ворот. Десять минут спустя нападающий «Оксфорда» Фредерик Паттон удвоил преимущество своей команды, точным ударом завершив атаку, организованную Катбертом Оттауэем и Уолполом Вайдалом. «Оксфорд» мог ещё увеличить разницу в счёте, когда мяч в третий раз пересёк линию ворот соперника, но футболисты не сообщили об этом судье, и по действующим правилам гол не был засчитан. До сих пор неизвестно, почему игроки «Оксфорда» так поступили.
Забить гол в первом тайме могли и футболисты «Энджинирс». Самый опасный момент создал Генри Ренни-Тейльор, когда мяч после его удара попал в штангу. Игроки «Энджинирс» также большую часть второго тайма владели игровой инициативой и провели большое количество острых атак, нанесли много ударов в створ ворот, но забить не смогли, поскольку уверенно играл на своей позиции вратарь соперника Чарльз Нипин. Во многом благодаря ему «Оксфорду» удалось одержать победу со счётом 2:0 и стать обладателем Кубка Англии.

### Отчёт о матче
| Оксфорд Юниверсити           | 2:0     | Ройал Энджинирс |
| ---------------------------- | ------- | --------------- |
| - Макарнесс 10′ - Паттон 20′ | (отчёт) |                 |

| Оксфорд Юниверсити | Оксфорд Юниверсити | Оксфорд Юниверсити |                                                                         |                                                                         | Ройал Энджинирс | Ройал Энджинирс | Ройал Энджинирс               |
| ------------------ | ------------------ | ------------------ | ----------------------------------------------------------------------- | ----------------------------------------------------------------------- | --------------- | --------------- | ----------------------------- |
| Вр                 |                    | Чарльз Нипин       | Форма · Форма                                                           | Форма · Форма                                                           | Вр              |                 | Капитан Уильям Мерриман       |
| Защ                |                    | Чарльз Макарнесс   | Форма · Форма                                                           | Форма · Форма                                                           | Защ             |                 | Майор Фрэнсис Мариндин        |
| Хав                |                    | Фрэнсис Берли      | Форма · Форма                                                           | Форма · Форма                                                           | Хав             |                 | Лейтенант Джордж Эддисон      |
| Хав                |                    | Фредерик Грин      | Форма · Форма                                                           | Форма · Форма                                                           | Хав             |                 | Лейтенант Джеральд Онслоу     |
| Нап                |                    | Роберт Бенсон      | Форма · Форма                                                           | Форма · Форма                                                           | Нап             |                 | Лейтенант Пелам вон Доноп     |
| Нап                |                    | Фредерик Мэддисон  | Форма · Форма                                                           | Форма · Форма                                                           | Нап             |                 | Лейтенант Джон Блэкберн       |
| Нап                |                    | Уильям Росон       | Форма · Форма                                                           | Форма · Форма                                                           | Нап             |                 | Лейтенант Херберт Росон       |
| Нап                |                    | Катберт Оттауэй    | Правила матча:                                                          | Правила матча:                                                          | Нап             |                 | Лейтенант Генри Ренни-Тейльор |
| Нап                |                    | Артур Джонсон      | 90 минут основного времени.                                             | 90 минут основного времени.                                             | Нап             |                 | Лейтенант Генри Оливье        |
| Нап                |                    | Уолпол Вайдал      | 30 минут дополнительного времени в случае ничьи (по решению капитанов). | 30 минут дополнительного времени в случае ничьи (по решению капитанов). | Нап             |                 | Лейтенант Чарльз Вуд          |
| Нап                |                    | Фредерик Паттон    | Переигровка, если счёт остался ничейным.                                | Переигровка, если счёт остался ничейным.                                | Нап             |                 | Лейтенант Томас Дигби         |
|                    |                    |                    | Замены не предусмотрены.                                                |                                                                         |                 |                 |                               |

## После матча
Кубок Англии был вручён «Оксфорд Юниверсити» на ежегодном ужине в ресторане Pall Mall, поскольку вплоть до 1882 года команда, победившая в финале, получала трофей не на самом стадионе сразу после матча, а позже, на этом церемониальном мероприятии. Секретарь «Ройал Энджинирс» в своём официальном докладе отметил, что «Оксфорд» заслужил свою победу.
Альфред Гудвин, защитник и лидер «Энджинирс», который не смог сыграть за команду в этом году, умер в Индии в день финала от травм, полученных в результате падения с лошади.